# Natività di Maria (Caroto, Accademia Carrara)
La Natività di Maria è un dipinto del pittore veronese Giovan Francesco Caroto, conservato presso l'Accademia Carrara di Bergamo.